# Wrocsława
Wrocsława, Wrocława – staropolskie imię żeńskie. Składa się z członu Wroci- ("wrócić, wrócić się, przywrócić") i -sława ("sława"). Może zatem oznaczać "ta, która przywróci sławę". 
Wrocsława imieniny obchodzi 23 stycznia i 17 maja.